# Entrait
L'entrait (ou tirant), terme de charpente, est un élément de la ferme. C'est une pièce de bois horizontale qui sert à réunir les arbalétriers et qui est posée à ses extrémités sur les murs gouttereaux, éventuellement dans un empochement (qui laisse passer l'air autour de l'entrait, pour éviter le pourrissement). L'entrait sert à empêcher l'écartement des arbalétriers, il travaille à la traction.

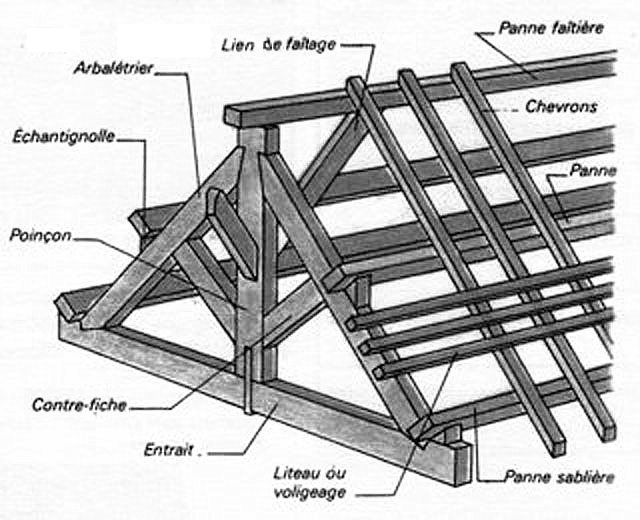
Vocabulaire de la charpente.

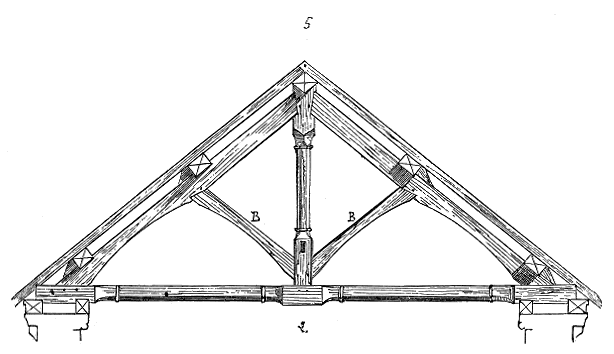
Dessin d'une ferme de charpente traditionnelle.

Le poinçon s'assemble sur l'entrait en son milieu. Lorsque les contrefiches sont présentes, la liaison entre ces deux pièces ne sert qu'à maintenir les éléments de la ferme dans le même plan, c’est-à-dire que le poinçon ne transmet pas de force verticale à l'entrait. Dans certains cas, on peut donc supprimer le poinçon, on parle alors de « faux-entrait ». Le faux-entrait est un petit entrait assemblé aux arbalétriers par tenon et mortaise et travaillant à la compression.
L’« entrait retroussé » ou « relevé » ne constitue pas la base du triangle de la ferme, mais est placé plus haut, sur les arbalétriers, pour permettre un passage sous combles. Dans ce cas, il est souvent « moisé », c'est-à-dire composé de deux pièces jumelles. Le « petit entrait » est, de la même façon, un entrait placé à une hauteur supérieure par rapport aux pieds des arbalétriers.
Dans les charpentes métalliques, l'entrait peut être remplacé par de simples câbles ou tirants.

## Entrait moisé
L'entrait peut être moisé. Il est alors composé de deux poutres qui prennent en « sandwich » les arbalétriers et le poinçon d'une ferme. Les assemblages sont souvent boulonnés et donnent également lieu à des moisements simples ou doubles.